# Сан Ђовани (Терамо)
Сан Ђовани је насеље у Италији у округу Терамо, региону Абруцо.
Према процени из 2011. у насељу је живело 1443 становника. Насеље се налази на надморској висини од 50 м.